# Marten Douwes Teenstra
Marten Douwes Teenstra (Ruigezand, 17 september 1795 - Ulrum, 29 oktober 1864) was landbouwkundige, reiziger en schrijver.

## Leven
Teenstra was afkomstig uit een rijke boerenfamilie. Hij was de zoon uit het eerste huwelijk van Douwe Martens Teenstra en Jantje Luies Dijkhuis en de kleinzoon van de befaamde Marten Aedsges Teenstra, die als landbouwer "lof oogstte in Groningen en Friesland door koolzaad en granen in rijen te zaaien en het te doen beploegen en wieden." Zijn vader en oom hadden in de jaren-1790 het Ruigezand ingepolderd en er kapitale boerderijen gebouwd. Vader Douwe, die daarna ook betrokken was bij de drooglegging van de Noordpolder, kocht voor hem in 1819 voor de astronomische som van 100.000 gulden boerderij Arion en 100 hectare land in deze polder ten noorden van Den Andel. Als gevolg van gedaalde landbouwprijzen leed het bedrijf echter verlies. 
In 1824 verpachtte Marten de boerderij, liet vrouw en kinderen achter in een huis en ging werken als opzichter van bruggen en wegen op Java. In 1826 keerde hij terug, maar hij kwam erachter dat hij zich niet als boer zou kunnen handhaven. Daarop liet hij Arion publiekelijk verkopen en ging met vrouw en kind wonen in Baflo, alwaar hij zijn reisbrieven schreef en in 1827 ging werken als gemeenteontvanger. Dit leverde echter ook te weinig op en in 1828 vertrok hij daarom naar Suriname.
In Suriname ging hij aanvankelijk aan de slag als landbouwadviseur. Spoedig werd hij daar ook benoemd tot inspecteur van bruggen, straten, wegen en waterwerken en kreeg hij ook opsporingsbevoegdheid, wat eigenlijk onder het gezag van de procureur-generaal viel. Zijn vrouw en kinderen woonden ondertussen in een in 1820 door zijn schoonmoeder gebouwd huis aan de hoofdstraat in Ulrum. In Paramaribo was Teenstra getuige van de grote stadsbrand in 1832. Hij werd verzocht hierover niet te publiceren, maar deed het toch. 
In 1834 keerde Teenstra terug naar Nederland en betrok het huis van zijn schoonmoeder (reeds overleden), en hernoemde het 'Noord-Indië'. Daar schreef hij vele boeken en kronieken. Teenstra schreef zowel kinderboeken als geschiedenisboeken. Ook bracht hij twee tijdschriften uit. Hij was doopsgezind en vrijmetselaar. 
Teenstra werd begraven op de Snakkeburen in Ulrum.

## Werken
- Chronologisch overzicht van 1795-1815 voor Groningen, Friesland en Drente
- Ulrum zoals het is en destijds toenemende volksbewegingen in Oktober 1834
- De landbouw in de kolonie Suriname, Eekhoff, Groningen, 1835
- De Nederlandsche West-Indische Eilanden in derzelfer tegenwoordigen Toestand, C.G. Sulpke, Amsterdam, 1836 [3]
- De negerslaven in de kolonie Suriname en de uitbreiding van het Christendom onder de heidensche bevolking, 1842 [4]
- Nederlandse Volksverhalen 1 & 2, 1843
- Bijdrage tot de ware beschouwing van de zoo hoog geroemde uitbreiding des Christendoms onder de heidenen in de kolonie Suriname; toegewijd aan alle philanthropen. M.H. Binger, Amsterdam, 1844
- Beknopte beschrijving van de Nederlandsche overzeesche bezittingen voor beschaafde lezers uit alle standen, uit de beste bronnen en eigen ervaring in Oost- en West-Indiën geput, 1850
- De kinderwereld. Ernst en Luim, 1853 [5]
- Hans Hannekemaaier
- Stads- en dorpkroniek Groningen, Friesland en Drente
- De vruchten mijner werkzaamheden

Tijdschriften:
- De Diligence
- De Tijdgenoot

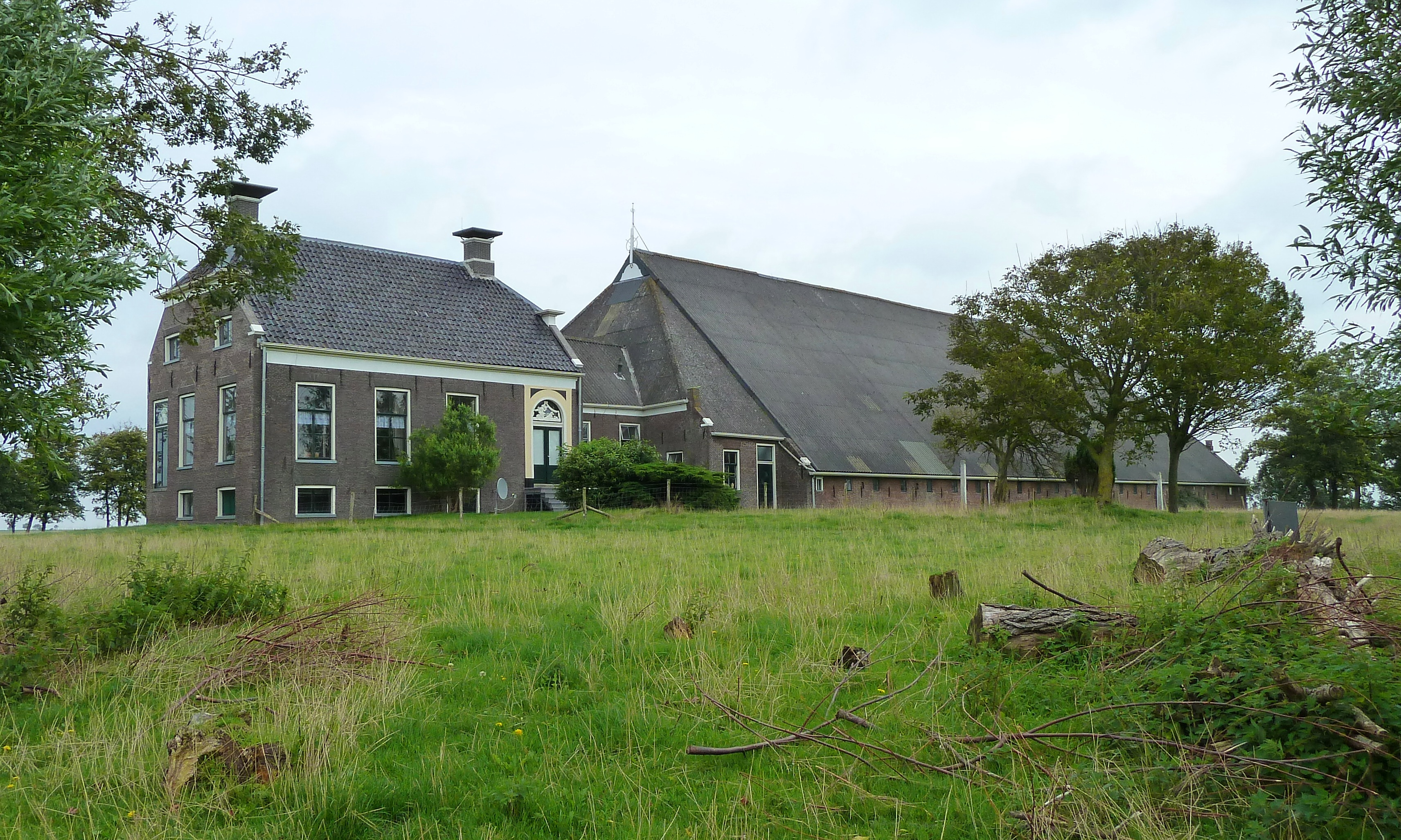
Boerderij Arion, Den Andel (gemeente Het Hogeland
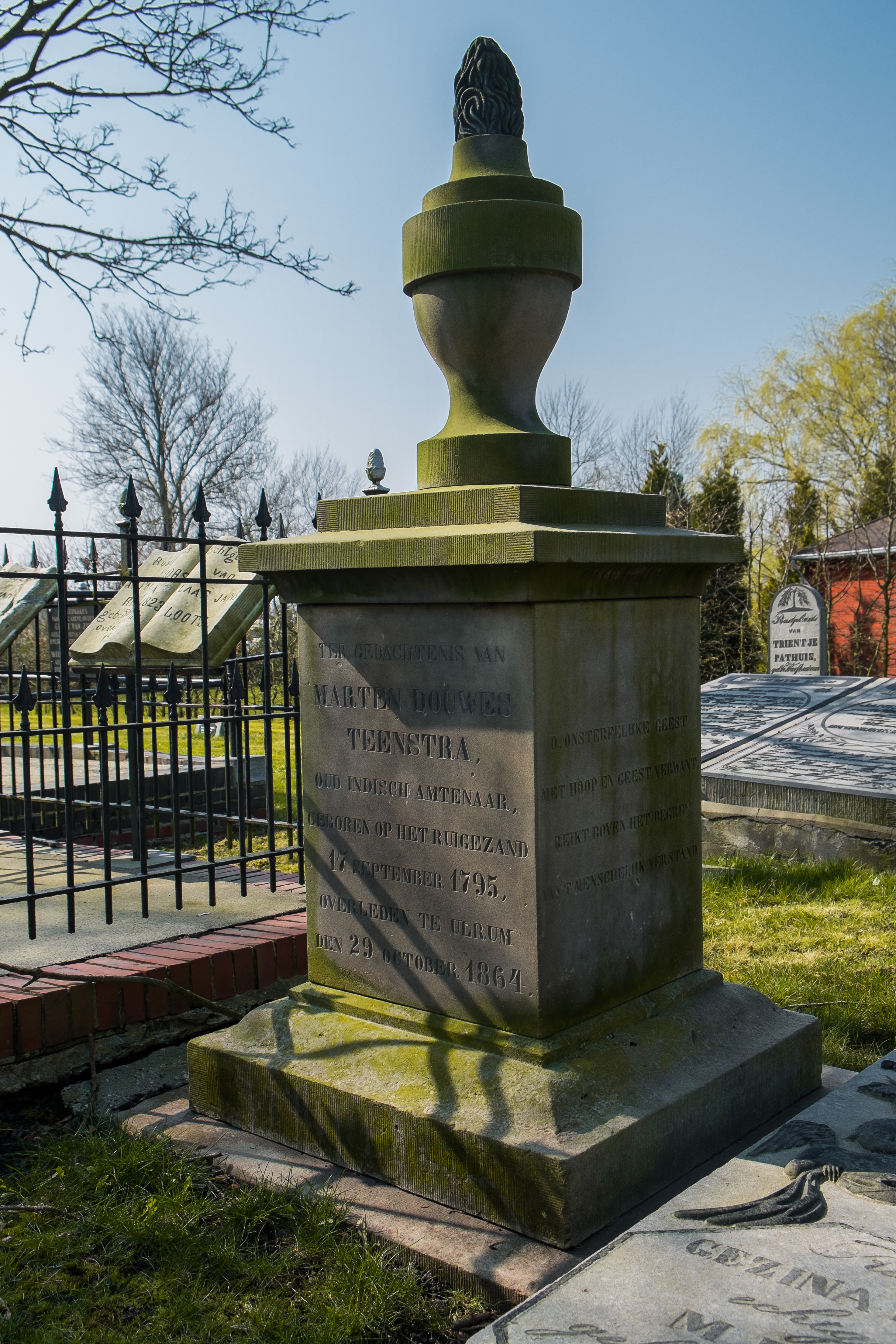
Graf van Marten Douwes Teenstra op de begraafplaats in Ulrum. Aan drie kanten zijn stichtelijke grafschriften aangebracht.
- Werk uit 1837 De Nederlandsche West-Indische Eilanden in derzelfer tegenwoordigen Toestand (Collectie BNA)

## Vernoeming
De weg door de Noordpolder ter hoogte van Den Andel is naar hem vernoemd: de M.D. Teenstraweg. 